# Pischelsdorf in der Steiermark
Pischelsdorf in der Steiermark è una frazione di 2 556 abitanti del comune austriaco di Pischelsdorf am Kulm, nel distretto di Weiz, in Stiria. Già comune autonomo, il 1º gennaio 2015 è stato fuso con gli altri comuni soppressi di Kulm bei Weiz e Reichendorf per costituire il nuovo comune di Pischelsdorf am Kulm, del quale Pischelsdorf in der Steiermark è il capoluogo.